# Grand Declaration of War
Grand Declaration of War è il secondo album in studio della band black metal norvegese Mayhem, pubblicato nel 2000, sei anni dopo l'album di debutto De Mysteriis Dom Sathanas.

## Descrizione
Il titolo dell'album e alcuni dei testi delle canzoni si rifanno agli scritti del filosofo tedesco Friedrich Nietzsche, che nell'introduzione a Il crepuscolo degli idoli definisce la propria opera "una grande dichiarazione di guerra" („eine grosse Kriegserklärung“).
La traccia numero 0 è nascosta ed è ascoltabile solo se si manda indietro il lettore CD fino a -2 minuti e 10 secondi. È la stessa versione di Completion in Science of Agony (Part II of II) ma registrata al contrario.

## Tracce
Testi di Maniac, musiche di Blasphemer.
1. Completion in Science of Agony (Part II of II) – 2:10
2. A Grand Declaration of War – 4:14
3. In the Lies Where upon You Lay – 5:59
4. A Time to Die – 1:48
5. View from Nihil (Part I of II) – 3:04
6. View from Nihil (Part II of II) – 1:16
7. A Bloodsword and a Colder Sun (Part I of II) – 0:33
8. A Bloodsword and a Colder Sun (Part II of II) – 4:27
9. Crystallized Pain in Deconstruction – 4:09
10. Completion in Science of Agony (Part I of II) – 9:44
11. To Daimonion (Part I of III) – 3:25
12. To Daimonion (Part II of III) – 4:52
13. To Daimonion (Part III of III) – 0:07
14. Completion in Science of Agony (Part II of II) – 2:14

## Formazione
- Maniac (Sven Erik Kristiansen) - voce
- Blasphemer (Rune Erickson) - chitarra
- Necrobutcher (Jørn Stubberud) - basso
- Hellhammer (Jan Axel Blomberg) - batteria